# The Times They Are a-Changin’ (utwór)
The Times They Are a-Changin’ – jedna z najpopularniejszych piosenek Boba Dylana nagrana w październiku 1963 r. i otwierająca album pod takim samym tytułem. Wydana także jako singel.
W 2004 utwór tytułowy został sklasyfikowany na 60. miejscu listy 500 utworów wszech czasów magazynu „Rolling Stone”.

## Historia i charakter utworu
23 października 1963 r. Dylan przystąpił do nagrań piosenki w Columbia Studio A w Nowym Jorku. Utwór ten był w jego repertuarze już od jakiegoś czasu; zagrał go specjalnie dla Sis Cunningham z magazynu Broadside oraz na początku października nagrał i zarejestrował fortepianową wersję u swojego wydawcy Witmark Music.
Niespodziewanie jednak Dylan miał spore problemy z nadaniem piosence podczas sesji jakiegoś zdecydowanego i dającego się umieścić na albumie kształtu. Pierwsze fortepianowe wersje były zbyt monotonne. Właściwa forma piosenki pojawiła się na sesjach 24 października, gdy dzięki pewnemu już wykorzystaniu gitary dopasował swoje oryginalne frazowanie do tekstu i melodii kompozycji.
Trudno wyobrazić sobie lepszy czas na wydanie takiej piosenki. Jesienią 1963 r. zamordowany został prezydent John F. Kennedy, nasiliła się wojna w Wietnamie oraz rozmachu nabrał ruch praw obywatelskich. Zarówno Blowin’ in the Wind, jak i The Times They Are a-Changin’ stały się hymnami lewicowego politycznego aktywizmu lat 60. XX wieku.
Piosenka jest pieśnią protestu. Przedstawia się ją jako refleksję nad pokoleniem lat 60., amerykańską kulturą i działaniami polityków. Dylan nie zgodził się z tą interpretacją, mówiąc iż piosenka ta, to „jedyne słowa, jakie mogłem znaleźć, by rozgraniczyć życie od martwoty”.
Utwór ten miał formę hymniczną, która doskonale nadawała się do wykonywania na wszelkiego rodzaju wiecach i manifestacjach, i wspólnego z tłumem śpiewania. Kiedy przyjaciel Dylana Tony Glover spytał go, dlaczego wybrał taką oczywistą formę piosenki, Dylan odparł po prostu „ona wydaje się tym, czego ludzie lubią słuchać”.
Dylan w nocie zamieszczonej w broszurce albumu Biograph wskazał na muzyczne źródło jego kompozycji. Były nim szkockie i irlandzkie ballady, zwłaszcza Come All Ye Bold Highway Men, Come All Ye Miners i Come All Ye Tender Hearted Maidens. W tej samej nocie (s. 43) dodał: „Chciałem napisać wielką pieśń, pewnego rodzaju pieśń tematyczną, wiesz, z krótkimi, zwięzłymi wersami, które nawarstwiają się na sobie w hipnotyczny sposób (...)”.
Dylan wywołał kontrowersję wokół piosenki, kiedy w 1996 pozwolił kanadyjskiemu Bankowi Montrealu na użycie jej w kampanii reklamowej.
Słowa piosenki zacytował Steve Jobs, kiedy Apple Computer w 1984 roku zaprezentował komputer Macintosh.
Piosenka była wykonywana przez wielu artystów i została przetłumaczona na wiele języków. Polską wersję pod tytułem „Czas wszystko zmienia” z tekstem Jacka Korczakowskiego wykonywała między innymi Maryla Rodowicz.
Piosenkę wykorzystano w czołówce w filmie Watchmen: Strażnicy Zacka Snydera.

## Sesje i koncerty Dylana, na których wykonywał ten utwór

### 1963
- pocz. października 1963 – Dylan nagrywa i rejestruje utwór u swojego wydawcy Witmark Music w The Witmark Studio
- 23 października 1963 – sesje nagraniowe do albumu w Columbia Studio A w Nowym Jorku. Powstało siedem wersji utworu. 2 i 7 wersja zostały wydane na limitowanej wersji albumu Love and Theft.
- 24 października 1963 – sesje nagraniowe do albumu w Columbia Studio A w Nowym Jorku. Jedna z wersji została umieszczona na albumie
- 26 października 1963 – koncert w Carnegie Hall; pierwszy koncert na który Dylan zaprosił swoich rodziców. Koncert został nagrany przez Columbię i wybrane z nagrania z tego koncertu w połączeniu z wybranymi nagraniami z dwu innych koncertów miał stanowić treść koncertowego albumu Dylana Bob Dylan in Concert. Plany zostały porzucone i pozostała z nich tylko wydrukowana okładka płyty.

### 1964
- 1 lutego 1964 – nagrania w kanadyjskiej TV CBC dla programu The Times They Are a-Changin
- 17 maja 1964 – koncert w „Royal Festival Hall” w Londynie
- kon. września 1964 – koncert w „Town Hall” w Filadelfii w stanie Pensylwania
- 24 października 1964 – koncert w „Symphony Hall” w Bostonie w stanie Massachusetts
- 31 października 1964 – koncert w „Philharmonic Hall” w Nowym Jorku
- 25 listopada 1964 – koncert w „Civic Arena” w San Jose w Kalifornii

1965
- 12 lutego 1965 – koncert w „Troy Armory” w Troy w stanie Nowy Jork
- 7 maja 1965 – koncert we „Free Trade Hall” w Manchesterze w Anglii
- 9 maja 1965 – koncert w „Royal Albert Hall” w Londynie w Anglii

### 1974
Tournée po Ameryce z The Band (pocz. 3 stycznia 1974)
- 3 stycznia 1974 – koncert na „Chicago Stadium” w Chicago w stanie Illinois
- 4 stycznia 1974 – koncert na „Chicago Stadium” w Chicago w stanie Illinois
- 6 stycznia 1974 – koncerty w „The Spectrum” w Filadelfii w stanie Pensylwania
- 10 stycznia 1974 – koncert w „Maple Leaf Gardens” w Toronto w prow. Ontario w Kanadzie
- 11 stycznia 1974 – koncert w „Forum de Montréal” w Montrealu w prow. Quebec w Kanadzie
- 14 stycznia 1974 – koncerty w „Boston Gardens” w Bostonie w stanie Massachusetts w USA; koncerty wieczorny i nocny
- 15 stycznia 1974 – koncert w „Capital Centre” w Largo w stanie Maryland w USA
- 16 stycznia 1974 – koncert w „Capital Centre” w Largo w stanie Maryland w USA
- 17 stycznia 1974 – koncert w „Coliseum” w Charlotte w stanie Karolina Północna w USA
- 19 stycznia 1974 – koncerty w „Hollywood Sportatorium” w Hollywood w stanie Floryda; koncert wieczorny i nocny
- 21 stycznia 1974 – koncert w „The Omni” w Atlancie w stanie Georgia w USA
- 22 stycznia 1974 – koncert w „The Omni” w Atlancie w stanie Georgia w USA
- 23 stycznia 1974 – koncert w „Mid-South Coliseum” w Memphis w stanie Tennessee
- 26 stycznia 1974 – koncerty w „Hofheinz Pavilion” w Houston w Teksasie; koncert wieczorny i nocy
- 28 stycznia 1974 – koncert w „Nassau County Coliseum” w Uniondale w stanie Nowy Jork
- 30 stycznia 1974 – koncert w „Madison Square Garden” w Nowym Jorku
- 31 stycznia 1974 – koncerty w Madison Square Garden w Nowym Jorku. Koncerty wieczorny oraz nocny
- 2 lutego 1974 – koncert w „Crisler Arena” na University of Michigan, Ann Arbor w stanie Michigan
- 3 lutego 1974 – koncert w „Assembly Hall” na University of Indiana, Bloomington w stanie Indiana
- 4 lutego 1974 – koncert w „Missouri Arena” w Saint Louis w stanie Missouri
- 6 lutego 1974 – koncert w „Coliseum” w Denver w stanie Kolorado
- 9 lutego 1974 – koncerty w „Coliseum” w Seattle w stanie Waszyngton. Koncerty wieczorny i nocny
- 11 lutego 1974 – koncert w „Alameda County Coliseum” w Oakland w Kalifornii. Koncerty wieczorny i nocny
- 13 lutego 1974 – koncert w „The Forum” w Inglewood w Kalifornii
- 14 lutego 1974 – koncert w „The Forum” w Inglewood w Kalifornii. Koncerty wieczorny i nocny

### 1975
Tournée Rolling Thunder Revue; pocz. (30 października 1975)
- 30 października 1975 – koncert w „War Memorial Auditorium” w Plymouth w Massachusetts
- 1 listopada 1975 – koncert na South Eastern Massachusetts University w North Dartmouth, Massachusetts.
- 4 listopada 1975 – koncerty w „Civic Center” w Providence, stan Rhode Island. Koncert nocny
- 6 listopada 1975 – koncert w „Civic Center” w Springfield, Massachusetts. Koncert nocny
- 13 listopada 1975 – koncerty w „Veterans Memorial Coliseum” w New Haven, Connecticut. Koncert wieczorny
- 15 listopada 1975 – koncert w „Convention Center” w Niagara Falls w stanie Nowy Jork, USA. Koncert wieczorny
- 17 listopada 1975 – koncert w „War Memorial Coliseum” w Rochester, stan Nowy Jork. Koncert nocny
- 21 listopada 1975 – koncert w „Boston Music Hall” w Bostonie, stan Massachustetts. Koncert wieczorny
- 22 listopada 1975 – koncert w „Shapiro Gymnasium” na Brandeis University w Waltham w Massachusetts.
- 27 listopada 1975 – koncert w „Municipal Auditorium” w Bangor, Maine.
- 1 grudnia 1975 – koncert w „Maple Leaf Gardens” w Toronto w prow. Ontario w Kanadzie
- 8 grudnia 1975 – koncert „Night of the Hurricane” w Madison Square Garden w Nowym Jorku

### 1976
Rolling Thunder Revue 2 (pocz. 18 kwietnia 1976)
- 22 kwietnia 1976 – koncert w „Starlight Ballroom” w „Belleview Biltimore Hotel” w Clearwater na Florydzie. Koncert wieczorny. Ta wersja ukazała się na filmie Hard Rain

### 1978
Światowe Tournée 1978. Od 20 lutego 1978 do 16 grudnia 1978. Cała światowa tura koncertowa Dylana liczyła 114 koncertów.
Daleki Wschód i Australia (pocz. 20 lutego 1978)
- 20 lutego 1978 – koncert w „Nippon Budokan” w Tokio w Japonii
- 21 lutego 1978 – koncert w „Nippon Budokan” w Tokio w Japonii
- 23 lutego 1978 – koncert w „Nippon Budokan” w Tokio w Japonii
- 24 lutego 1978 – koncert w „Matsushita Denki Taiikukan” w Hirakacie w Japonii
- 25 lutego 1978 – koncert w „Matsushita Denki Taiikukan” w Hirakacie w Japonii
- 26 lutego 1978 – koncert w „Matsushita Denki Taiikukan” w Hirakacie w Japonii
- 28 lutego 1978 – koncert w „Nippon Budokan” w Tokio w Japonii. To nagranie zostało umieszczone na Bob Dylan at Budokan
- 1 marca 1978 – koncert w „Nippon Budokan” w Tokio w Japonii.
- 2 marca 1978 – koncert w „Nippon Budokan” w Tokio w Japonii
- 3 marca 1978 – koncert w „Nippon Budokan” w Tokio w Japonii
- 4 marca 1978 – koncert w „Nippon Budokan” w Tokio w Japonii
- 9 marca 1978 – koncert na „Western Spring Stadium” w Auckland na Nowej Zelandii
- 12 marca 1978 – koncert w „Festival Hall” w Brisbane w Queensland w Australii
- 13 marca 1978 – koncert w „Festival Hall” w Brisbane w Queensland w Australii
- 14 marca 1978 – koncert w „Festival Hall” w Brisbane w Queensland w Australii
- 15 marca 1978 – koncert w „Festival Hall” w Brisbane w Queensland w Australii
- 18 marca 1978 – koncert na „Westlake Stadium” w Adelaide w Australii Południowej w Australii
- 21 marca 1978 – koncert w „Myer Music Bowl” w Melbourne w Wiktorii w Australii
- 22 marca 1978 – koncert w „Myer Music Bowl” w Melbourne w Wiktorii w Australii
- 25 marca 1978 – koncert w „Entertainment Center” w Perth w Australii
- 27 marca 1978 – koncert w „Entertainment Center” w Perth w Australii
- 1 kwietnia 1978 – koncert w „Sportsground” w Sydney w Nowej Południowej Walii w Australii

Los Angeles (pocz. 1 czerwca 1978)
- 1 czerwca 1978 – koncert w „Univeresal Amphitheater” w Los Angeles w Kalifornii
- 2 czerwca 1978 – koncert w „Univeresal Amphitheater” w Los Angeles w Kalifornii
- 3 czerwca 1978 – koncert w „Univeresal Amphitheater” w Los Angeles w Kalifornii
- 4 czerwca 1978 – koncert w „Univeresal Amphitheater” w Los Angeles w Kalifornii
- 5 czerwca 1978 – koncert w „Univeresal Amphitheater” w Los Angeles w Kalifornii
- 6 czerwca 1978 – koncert w „Univeresal Amphitheater” w Los Angeles w Kalifornii
- 7 czerwca 1978 – koncert w „Univeresal Amphitheater” w Los Angeles w Kalifornii

Europejskie tournée (pocz. 15 czerwca 1978)
- 15 czerwca 1978 – koncert w „Earl’s Court” w Londynie w Anglii
- 16 czerwca 1978 – koncert w „Earl’s Court” w Londynie w Anglii
- 17 czerwca 1978 – koncert w „Earl’s Court” w Londynie w Anglii
- 18 czerwca 1978 – koncert w „Earl’s Court” w Londynie w Anglii
- 19 czerwca 1978 – koncert w „Earl’s Court” w Londynie w Anglii
- 20 czerwca 1978 – koncert w „Earl’s Court” w Londynie w Anglii
- 23 czerwca 1978 – koncert na „Feijenoord Stadion” w Rotterdamie w Holandii
- 26 czerwca 1978 – koncert w „Westfalenhalle” w Dortmundzie w Niemczech
- 27 czerwca 1978 – koncert w „Westfalenhalle” w Dortmundzie w Niemczech
- 29 czerwca 1978 – koncert w „Deutschlandhalle” w Berlinie
- 1 lipca 1978 – koncert na „Zeppelinfeld” w Norymberdze w Niemczech
- 3 lipca 1978 – koncert w „Pavillon de Paris” w Paryżu we Francji
- 4 lipca 1978 – koncert w „Pavillon de Paris” w Paryżu we Francji
- 5 lipca 1978 – koncert w „Pavillon de Paris” w Paryżu we Francji
- 6 lipca 1978 – koncert w „Pavillon de Paris” w Paryżu we Francji
- 8 lipca 1978 – koncert w „Pavillon de Paris” w Paryżu we Francji
- 11 lipca 1978 – koncert w „Scandinavium” w Göteborgu w Szwecji
- 12 lipca 1978 – koncert w „Scandinavium” w Göteborg w Szwecji
- 15 lipca 1978 – koncert w „Blackbushe Aerodrome” w Camberley w Anglii

Jesienne tournée po USA (pocz. 15 września 1978)
- 5 października 1978 – koncert w „Capital Center” w Largo w stanie Maryland
- 18 października 1978 – koncert na „Chicago Stadium” w Chicago w stanie Illinois
- 20 października 1978 – koncert w „Richfield Coliseum” w Richfield w stanie Ohio
- 21 października 1978 – koncert w „Centennial Arena” na University Toledo w Toledo w stanie Ohio
- 22 października 1978 – koncert na „University of Dayton” w stanie Ohio
- 25 października 1978 – koncert w „Market Square Arena” w Indianapolis w stanie Indiana
- 27 października 1978 – koncert na „Wings Stadium” w Kalamazoo w stanie Michigan
- 28 października 1978 – koncert w „S.I.U. Arena” na Southestern Illinois University w Carbondale
- 29 października 1978 – koncert na „The Checker Stadion/The Checkerdome” w Saint Louis w stanie Missouri
- 31 października 1978 – koncert w „Civic Center” w Saint Paul w stanie Minnesota
- 1 listopada 1978 – koncert w „Dane County Memorial Coliseum” w Madison w stanie Wisconsin
- 3 listopada 1978 – koncert na „Kemper Arena” w Kansas City w stanie Missouri
- 4 listopada 1978 – koncert w „Civic Auditorium” w Omaha w stanie Nebraska
- 9 listopada 1978 – koncert w „Memorial Coliseum” w Portlandzie w stanie Oregon
- 11 listopada 1978 – koncert w „Pacific National Exhibition Hall” w Vancouver w prow. Kolumbia Brytyjska w Kanadzie
- 13 listopada 1978 – koncert w „Alameda County Coliseum” w Oakland w Kalifornii
- 14 listopada 1978 – koncert w „Alameda County Coliseum” w Oakland w Kalifornii
- 15 listopada 1978 – koncert w „Alameda County Coliseum” w Oakland w Kalifornii
- 17 listopada 1978 – koncert na „Sports Arena” w San Diego w Kalifornii
- 18 listopada 1978 – koncert w „A.S.U. Activities Center” w Tempe w stanie Arizona
- 19 listopada 1978 – koncert w „McKale Memorial Center” na University of Arizona w Tucson w Arizonie
- 21 listopada 1978 – koncert na „Special Events Arena” w El Paso w stanie Teksas
- 23 listopada 1978 – koncert w „Lloyd Noble Center” w Norman w stanie Oklahoma
- 24 listopada 1978 – koncert w „Tarrant County Convention Center Arena” w Fort Worth w Teksasie
- 25 listopada 1978 – koncert w „Special Event Center” na University of Texas w Austin w Teksasie
- 26 listopada 1978 – koncert w „The Summit” w Houston w Teksasie
- 28 listopada 1978 – koncert w „The Coliseum” w Jackson w stanie Missisipi
- 29 listopada 1978 – koncert w „L.S.U. Assembly Center” w Baton Rouge w stanie Luizjana
- 1 grudnia 1978 – koncert w „Mid-South Coliseum” w Memphis w stanie Tennessee
- 2 grudnia 1978 – koncert w „Municipal Auditorium” w Nashville w Tennessee
- 3 grudnia 1978 – koncert w „Jefferson Civic Center” w Birmingham w stanie Alabama
- 5 grudnia 1978 – koncert w „Municipal Auditorium” w Mobile w stanie Alabama
- 7 grudnia 1978 – koncert w „Greensboro Coliseum” w Greensboro w stanie Karolina Północna
- 8 grudnia 1978 – koncert w „Civic Center Arena” w Savannah w stanie Georgia
- 9 grudnia 1978 – koncert w „Carolina Coliseum” w Columbii w stanie Karolina Południowa
- 10 grudnia 1978 – koncert w „Charlotte Coliseum” w Charlotte w stanie Karolina Północna
- 12 grudnia 1978 – koncert w „The Omni” w Atlancie w stanie Georgia
- 13 grudnia 1978 – koncert w „The Coliseum” w Jacksonville na Florydzie
- 15 grudnia 1978 – koncert w „Civic Center” w Lakeland na Florydzie
- 16 grudnia 1978 – koncert w „Hollywood Sportatorium” w Hollywood na Florydzie

### 1981
Letnie europejskie tournée (pocz. 21 czerwca 1981)
- 8 lipca 1981 – koncert w „Johanneshoves Isstadion” w Sztokholmie w Szwecji.
- 9 lipca 1981 – koncert w „Drammenshallen” w Drammen w Norwegii
- 10 lipca 1981 – koncert w „Drammenshallen” w Drammen w Norwegia|Norwegii
- 14 lipca 1981 – koncert we „Freichleichttheatr” w Bad Segeberg w Niemczech
- 15 lipca 1981 – koncert we „Freichleichttheatr” w Bad Segeberg w Niemczech
- 17 lipca 1981 – koncert we „Freileichtbuehne Loreley” koło Sankt Goarshausen w Niemczech
- 18 lipca 1981 – koncert w „Eissstadion” w Mannheim w Niemczech
- 19 lipca 1981 – koncert w „Olympiahalle” w Monachium w Niemczech
- 20 lipca 1981 – koncert w „Olympiahalle” w Monachium w Niemczech
- 21 lipca 1981 – koncert w „Stadthalle” w Wiedniu w Austrii
- 23 lipca 1981 – koncert w „Sport Halle” w St. Jacob w Bazylei, Szwajcaria
- 25 lipca 1981 – koncert w „Palace des Sports” w Awinion we Francji

Jesienne amerykańskie i kanadyjskie tournée (pocz. 16 października 1981). Utwór wykonywany był na każdym koncercie tego tournée.
- 16 października 1981 – koncert w „Mecca Auditorium” na University of Wisconsin w Milwaukee, stan Wisconsin, USA
- 17 października 1981 – koncert w „Mecca Auditorium” na University of Wisconsin w Milwaukee, Wisconsin, USA
- 18 października 1981 – koncert w „Dane County Memorial Coliseum” w Madison, Wisconsin, USA
- 19 października 1981 – koncert w „Holiday Star Music Theater” w Merrillville, Indiana, USA
- 21 października 1981 – koncert w „The Orpheum Theatre” w Bostonie, Massachusetts, USA
- 23 października 1981 – koncert w „The Spectrum” w Philadelphii, Pensylwania, USA
- 24 października 1981 – koncert w „Recreation Building” na Pennsylvania State University w State College, Pensylwania, USA
- 25 października 1981 – koncert w „Stabler Arena” na Lehigh University w Bethlehem, Pennsylvania, USA
- 27 października 1981 – koncert „Meadowlands Brendan T. Byrne Sports Arena” w East Rutherford, New Jersey, USA
- 29 października 1981 – koncert w „Maple Leaf Gardens” w Toronto, Ontario, Kanada
- 30 października 1981 – koncert w „Forum de Montréal” w Montrealu, Quebec, Kanada
- 31 października 1981 – koncert w „Kitchener Arena” w Kitchener, Ontario, Kanada
- 2 listopada 1981 – koncert w „Civic Center” w Ottawie, Ontario, Kanada
- 4 listopada 1981 – koncert w „Cincinnati Music Hall” w Cincinnati, Ohio, USA
- 5 listopada 1981 – koncert w „Cincinnati Music Hall” w Cincinnati, Ohio, USA
- 6 listopada 1981 – koncert w „Elliot Hall of Music” na Purdue University w West Lafayette, Indiana, USA
- 7 listopada 1981 – koncert w „Hill Auditorium” na University of Michigan w Ann Arbor, Michigan, USA
- 8 listopada 1981 – koncert w „Hill Auditorium” na University of Michigan w Ann Arbor, Michigan, USA
- 10 listopada 1981 – koncert w „Saenger Performing Arts Center” w Nowym Orleanie, Luizjana, USA
- 11 listopada 1981 – koncert w „Saenger Performing Arts Center” w Nowym Orleanie, Luizjana, USA
- 12 listopada 1981 – koncert w „The Summit” w Houston, Teksas, USA
- 14 listopada 1981 – koncert w „Municipal Auditorium” w Nashville, Tennessee, USA
- 15 listopada 1981 – koncert w „The Fox Theater” w Atlancie, Georgia, USA
- 16 listopada 1981 – koncert w „The Fox Theater” w Atlancie, Georgia, USA
- 19 listopada 1981 – koncert w „Sunrise Musical Theater” w Miami, Floryda, USA
- 20 listopada 1981 – koncert w „Sunrise Musical Theater” w Miami, Floryda, USA
- 21 listopada 1981 – koncert w „Civic Center Theatre” w Lakeland, Floryda, USA

### 1984
Europejskie tournée 1984 (pocz. 28 maja 1984)
- 28 maja 1984 – koncert na „Arena di Verona” w Weronie we Włoszech
- 29 maja 1984 – koncert na „Arena di Verona” w Weronie we Włoszech
- 9 czerwca 1984 – koncert na „Ullevi Stadion” w Göteborgu w Szwecji
- 10 czerwca 1984 – koncert w „Idraetsparken” w Kopenhadze w Danii
- 11 czerwca 1984 – koncert na „Stadion Bieberer Berg” w Offenbach am Main w Niemczech
- 17 czerwca 1984 – koncert na „Stade de L’Ouest” w Nicei we Francji
- 19 czerwca 1984 – koncert w „Roma Palaeur” w Rzymie we Włoszech
- 21 czerwca 1984 – koncert w „Roma Palaeur” w Rzymie we Włoszech
- 24 czerwca 1984 – koncert na „Stadion San Siro” w Mediolanie we Włoszech
- 30 czerwca 1984 – koncert na „Stade Marcel Saupin” w Nantes we Francji
- 1 lipca 1984 – koncert w „Parc de Sceaux” w Paryżu we Francji
- 3 lipca 1984 – koncert w „Grenoble Alpexpo” w Grenoble we Francji
- 5 lipca 1984 – koncert w „St James’ Park” w Newcastle w Anglii w Wielkiej Brytanii
- 7 lipca 1984 – koncert na „Wembley Stadium” w Londynie w Anglii
- 8 lipca 1984 – koncert w „Slane Castle” w Slane w Irlandii

### 1986
Tournée Prawdziwe wyznania (pocz. 5 lutego 1986);
1. Antypody: Nowa Zelandia, Australia, Japonia (pocz. 5 lutego 1986)
- 7 lutego 1986 – koncert na „Mt Smart Stadium” w Auckland w Nowej Zelandii
- 10 lutego 1986 – koncert w „Entertainment Center” w Sydney w Nowej Południowej Walii w Australii
- 25 lutego 1986 – koncert w „Entertainment Center” w Sydney w Nowej Południowej Walii w Australii

2. Letnie tournée po USA (pocz. 9 czerwca 1986)
- 1 lipca 1986 – koncert w „Pine Knob Music Theatre” w Clarkston w stanie Michigan w USA
- 9 lipca 1986 – koncert w „Great Woods Performing Arts Center” w Mansfield w stanie Massachusetts w USA
- 11 lipca 1986 – koncert w „Great Woods Performing Arts Center” w Mansfield w stanie Massachusetts w USA
- 15 lipca 1986 – koncert w „Madison Suqare Garden” w Nowym Jorku w stanie Nowy Jork, USA
- 19 lipca 1986 – koncert w „The Spectrum” w Filadelfii w stanie Pensylwania w USA
- 21 lipca 1986 – koncert w „Meadowslands Brendan T. Byrne Sports Arena” w East Rutherford w stanie New Jersey w USA
- 22 lipca 1986 – koncert w „Great Woods Performing Arts Center” w Mansfield w stanie Massachusetts w USA
- 27 lipca 1986 – koncert w „Red Rocks Amphitheatre” w Morrison w stanie Kolorado w USA

### 1987
Tournée Boba Dylana i Grateful Dead (pocz. 4 lipca 1987)
- 4 lipca 1987 – koncert na „Sullivan Stadium” w Foxborough w stanie Massachusetts
- 12 lipca 1987 – koncert na „Giants Stadium” w East Rutherford w stanie Nowy Jork w USA
- 24 lipca 1987 – koncert na „Oakland County Stadion” w Oakland w Kalifornii w USA

Tournée Świątynie w płomieniach (pocz. 5 września 1987)
- 7 września 1987 – koncert w „Sultan’s Pool” w Jerozolimie w Izraelu
- 13 września 1987 – koncert w „Palasport” w Turynie, Włochy.
- 15 września 1987 – koncert w „Westfalenhalle” w Dortmundzie w Niemczech
- 19 września 1987 – koncert w „Sportpaleis Ahoy” w Rotterdamie, Holandia
- 20 września 1987 – koncert w „Messenhalle 20” w Hanowerze, Niemcy Zach
- 28 września 1987 – koncert w „Festhalle” we Frankfurcie w Niemczech
- 3 października 1987 – koncert w „Roma Palaeur” w Rzymie, Włochy
- 4 października 1987 – koncert w „Arena Civica” w Mediolanie, Włochy
- 8 października 1987 – koncert w „Vorst Nationaal” w Brukseli w Belgii
- 10 października 1987 – koncert w „International Arena”, National Exibition Center w Birmingham w Anglii
- 17 października 1987 – koncert na „Wembley Arena” w Londynie w Anglii

### 1988
Nigdy nie kończące się tournée (pocz. 7 czerwca 1988). Wszystkie koncerty Dylana od tego momentu są częścią „Nigdy niekończącego się tournée”.
Interstate 88 I
Część pierwsza: Letnie tournée po Kanadzie i USA
- 10 czerwca 1988 – koncert w „Greek Theatre’, Uniwersytet Kalifornijski, Berkeley, Kalifornia
- 17 czerwca 1988 – koncert w „The Muny”, Forest Park, Saint Louis, Missouri
- 21 czerwca 1988 – koncert w „Blossom Music Center”, Cuyahoga Falls, Ohio
- 24 czerwca 1988 – koncert w „Garden State Performing Arts Center”, Holmdel, New Jersey
- 26 czerwca 1988 – koncert w „Saratoga Performing Arts Center”, Saratoga Springs w stanie Nowy Jork w USA
- 28 czerwca 1988 – koncert w „Finger Lakes Performing Arts Center”, Canandaigua, stan Nowy Jork
- 30 czerwca 1988 – koncert w „Jones Beach Theater”, Jones Beach State Park w Wantagh w stanie Nowy Jork w USA
- 2 lipca 1988 – koncert w „Great Woods Performing Arts Center”, Mansfield, Massachusetts
- 3 lipca 1988 – koncert w „Old Orchard Beach Ballpark” w Portland w stanie Maine w USA
- 6 lipca 1988 – koncert we „Frederick Mann Music Center” w Filadelfii w stanie Pensylwania w USA
- 9 lipca 1988 – koncert w „Ottawa Civic Center Arena” w Ottawie w prow. Ontario w Kanadzie
- 13 lipca 1988 – koncert w „Castle Farms Music Theatre” w Charlevoix w stanie Michigan w USA
- 15 lipca 1988 – koncert w „Indiana State Fairground Grandstand”, Indianapolis, Indiana
- 18 lipca 1988 – koncert w „Meadowbrook Music Theatre”, Oakland University, Rochester Hills, Michigan
- 20 lipca 1988 – koncert w „Marjorie Merriweather Post Pavilion” w Columbia w stanie Maryland w USA
- 22 lipca 1988 – koncert w „Starwood Amphitheatre” w Nashville w stanie Tennessee w USA
- 24 lipca 1988 – koncert w „Troy G. Chastain Memorial Park Amphitheatre” w Atlancie w stanie Georgia w USA
- 26 lipca 1988 – koncert w „Mud Island Amphitheatre” w Memphis w Tennessee
- 31 lipca 1988 – koncert w „Pacific Amphitheatre” w Costa Mesa w Kalifornii
- 7 sierpnia 1988 – koncert w „Santa Barbara County Bowl”, Santa Barbara, Kalifornia

Interstate 88 II
Część druga: Letnie tournée po Północnej Ameryce (pocz. 18 sierpnia 1988)
- 18 sierpnia 1988 – koncert w „Portland Civic Auditorium”, Portland, Oregon
- 21 sierpnia 1988 – koncert w „Pacific Coliseum”, Vancouver, Kolumbia Brytyjska, Kanada
- 26 sierpnia 1988 – koncert w „Winnipeg Arena”, Winnipeg, Manitoba, Kanada
- 31 sierpnia 1988 – koncert w „New York State Fairground Grandstand”, Syracuse, st. Nowy Jork, USA
- 8 września 1988 – koncert w „Broome County Veterans Memorial Arena”, Binghamton, Nowy Jork, USA
- 10 września 1988 – koncert w „Waterloo Village”, Stanhope, New Jersey, USA
- 11 września 1988 – koncert w „Patriot Center”, George Mason University, Fairfax, Virginia, USA
- 16 września 1988 – koncert w „Carolina Coliseum”, University of South Carolina, Columbia, Karolina Południowa, USA
- 23 września 1988 – koncert w „Miami Arena”, Miami, Floryda, USA
- 25 września 1988 – koncert w „Hibernia Pavilion”, The Audubon Zoo, Nowy Orlean, Luizjana, USA

Interstate 88 III
Część trzecia: Jesienne tournée po Wschodnim Wybrzeżu (pocz. 13 października 1988)
- 13 października 1988 – koncert w „The Tower Theatre”, Upper Darby, Pensylwania, USA
- 16 października 1988 – koncert w „Radio City Music Hall”, Nowy Jork, Nowy Jork, USA

### 1989
Część czwarta: Letnie europejskie tournée 1989 (pocz. 27 maja 1989)
- 28 maja 1989 – koncert w „Globe Arena”, Sztokholm, Szwecja
- 30 maja 1989 – koncert w „Jaahalli”, Helsinki, Finlandia
- 6 czerwca 1989 – koncert w „Hall 4, Scottish Exhibition and Conference Centre”, Glasgow, Szkocja
- 15 czerwca 1989 – koncert w „Palacio de los Deportes”, Madryt, Hiszpania
- 21 czerwca 1989 – koncert w „Stadio Lamberti”, Cava de’Tirreni, Włochy
- 22 czerwca 1989 – koncert w „Stadio di Ardenza”, Livorno, Włochy
- 27 czerwca 1989 – koncert w „Philopappos”, Ateny, Grecja

Część piąta: Letnie tournée po Ameryce Północnej (pocz. 1 lipca 1989)
- 2 lipca 1989 – koncert w „Poplar Creek Music Theatre” w Hoffman Estates, Chicago w stanie Illinois
- 5 lipca 1989 – koncert w „Howard C. Baldwin Memorial Pavilion”, Meadowbrook, Rochester Hills, Michigan
- 9 lipca 1989 – koncert w „Blossom Music Center”, Cuyahoga Falls, Ohio
- 11 lipca 1989 – koncert w „Skyline Sports Complex”, City Island, Harrisburg, Pensylwania
- 17 lipca 1989 – koncert w „Waterloo Village” w Stanhope w stanie New Jersey, USA
- 19 lipca 1989 – koncert w „Marjorie Merriweather Post Pavilion” w Columbia w stanie Maryland w USA
- 29 lipca 1989 – koncert w „Kingswood Music Theatre”, Maple, Ontario, Kanada

Część szósta: Jesienne tournée po USA (pocz. 10 października 1989)
- 18 października 1989 – koncert w „Constitution Hall”, Waszyngton, Dystrykt Kolumbia, USA
- 20 października 1989 – koncert w „Mid-Hudson Arena”, Poughkeepsie, Nowy Jork, USA

### 1990
Część 7 „Nigdy nie kończącego się tournée”: Fastbreak Tour (pocz. 12 stycznia 1990)
- 30 stycznia 1990 – koncert w „Theatre de Grand Rex” w Paryżu, Francja
- 7 lutego 1990 – koncert w „Hammersmith Odeon” w Londynie, Anglia, Wielka Brytania

Część 8: Wiosenne tournée po Północnej Ameryce (pocz. 29 maja 1990)
- 29 maja 1990 – koncert w „Sporting Auditorium” na Uniwersytecie Montrealskim, Montreal, prow. Quebec, Kanada
- 2 czerwca 1990 – koncert w „Ottawa National Arts Center Opera” w Ottawie, prow. Ontario, Kanada
- 5 czerwca 1990 – koncert w „O’Keefe Centre for Performing Arts” w Toronto, prow. Ontario, Kanada

Część 10: Późnoletnie tournée po Północnej Ameryce (pocz. 12 sierpnia 1990)
- 29 sierpnia 1990 – koncert w „Minnesota State Fair” w Falcon Heights, Minnesota, USA
- 2 września 1990 – koncert w „Riverfront Amphitheater” w Hannibal w stanie Missouri, USA

Część 11: Jesienne tournée po USA (pocz. 11 października 1990)
- 17 października 1990 – koncert w „The Beacon Theatre” w Nowym Jorku, Nowy Jork, USA
- 18 października 1990 – koncert w „The Beacon Theatre” w Nowum Jorku w stanie Nowy Jork, USA
- 21 października 1990 – koncert w „Richmond Mosque” w Richmond w stanie Wirginia, USA
- 31 października 1990 – koncert w „Ovens Auditorium” w Charlotte w Karolinie Północnej, USA
- 4 listopada 1990 – koncert w „The Fox Theater” w Saint Louis w stanie Missouri, USA
- 6 listopada 1990 – koncert w „Chick Evans Fieldhouse” na University of Illinois w DeKalb, Illinois, USA
- 10 listopada 1990 – koncert w „Riverside Theater” w Milwaukee w stanie Wisconsin, USA
- 14 listopada 1990 – koncert w „Brayden Auditorium” w Normal w stanie Illinois, USA

### 1991
Część 12: Drugie Fastbreak Tour (pocz. 29 stycznia 1991)
- 28 stycznia 1991 – koncert na „Stadion Hallen” w Zurichu, Szwajcaria
- 30 stycznia 1991 – koncert na „Vorst Nationaal” w Brukseli, Belgia
- 31 stycznia 1991 – koncert w „Muziekcentrum” w Utrechcie, Holandia
- 2 lutego 1991 – koncert w „Hall 3” w Scottish Exibition and Conference Center w Glasgow, Szkocja, Wielka Brytania
- 5 lutego 1991 – koncert w „The Point Depot” w Dublinie, Irlandia
- 9 lutego 1991 – koncert w „Hammersmith Odeon” w Londynie, Anglia, Wielka Brytania
- 12 lutego 1991 – koncert w „Hammersmith Odeon” w Londynie, Anglia, Wielka Brytania
- 17 lutego 1991 – koncert w „Hammersmith Odeon” w Londynie, Anglia, Wielka Brytania
- 22 lutego 1991 – koncert w „Painter’s Mill Music Theater” w Owings Mills, Maryland, USA
- 1 marca 1991 – koncert w „Palacio de los Deportes” w Meksyku, Meksyk

Część 13: Wiosenne tournée po USA (pocz. 19 kwietnia 1991)
- 8 maja 1991 – koncert w „Palace Theater” w Albany, Nowy Jork, USA

Część 14: Letnie europejskie tournée (pocz. 6 czerwca 1991)
- 10 czerwca 1991 – koncert na „Stadionie Olimpijskim” w Lublanie, Jugosławia (jeszcze)

Część 16: Tournée po Ameryce Południowej (pocz. 8 sierpnia 1991)
- 14 sierpnia 1991 – koncert na „Gigantinho” w Puerto Alegre, Brazylia
- 16 sierpnia 1991 – koncert w „Palace Theatre” w São Paulo, Brazylia

Część 17: Jesienne tournée po USA (pocz. 24 października 1991)
- 8 listopada 1991 – koncert w „The Whitney Hall” w Louisville, Kentucky, USA
- 9 listopada 1991 – koncert w „Memorial Hall” w Dayton, Ohio, USA

### 1992
Część 18: Australijskie tournée (pocz. 18 marca 1992)
- 21 marca 1992 – koncert w „Adelaide Entertainment Center” w Adelaidzie w Australii Południowej w Australii
- 23 marca 1992 – koncert w „State Theatre” w Sydney w Nowej Południowej Walii w Australii
- 24 marca 1992 – koncert w „State Theatre” w Sydney w Nowej Południowej Walii w Australii
- 25 marca 1992 – koncert w „State Theatre” w Sydney w Nowej Południowej Walii w Australii
- 28 marca 1992- koncert w „Entertainment Center” w Brisbane, Queensland, Australia
- 29 marca 1992 – koncert w „Royal Theatre” w Canberze, Australian Capitol Territory, Australia
- 1 kwietnia 1992 – koncert w „Palais Theatre” w Melbourne, Wiktoria, Australia
- 2 kwietnia 1992 – koncert w „Palais Theatre” w Melbourne, Wiktoria, Australia
- 3 kwietnia 1992 – koncert w „Palais Theatre” w Melbourne, Wiktoria, Australia
- 5 kwietnia 1992 – koncert w „Palais Theatre” w Melbourne, Wiktoria, Australia
- 6 kwietnia 1992 – koncert w „Palais Theatre” w Melbourne, Wiktoria, Australia
- 7 kwietnia 1992 – koncert w „Palais Theatre” w Melbourne, Wiktoria, Australia
- 13 kwietnia 1992 – koncert w „State Theatre” w Sydney, Nowa Południowa Walia, Australia
- 14 kwietnia 1992 – koncert w „State Theatre” w Sydney w Nowej Południowej Walii w Australii
- 15 kwietnia 1992 – koncert w „State Theatre” w Sydney w Nowej Południowej Walii w Australii
- 16 kwietnia 1992 – koncert w „State Theatre” w Sydney w Nowej Południowej Walii w Australii
- 18 kwietnia 1992 – koncert w „Super Pop Tent” w Auckland w Nowej Zelandii

Część 19: Wiosenne amerykańskie tournée po Zachodnim Wybrzeżu (pocz. 22 kwietnia 1992)
- 22 kwietnia 1992 – koncert na „Royal Tahanina Tennis Stadium” w Mani, Hawaje, USA
- 24 kwietnia 1992 – koncert w „Waikiki Shell” w Waikīkī, Hawaje, USA
- 27 kwietnia 1992 – koncert w „Paramount Theater” w Seattle, Washington, USA
- 30 kwietnia 1992 – koncert w „The Hult Center for the Performing Arts” w Eugene, Oregon, USA
- 1 maja 1992 – koncert w „Davis Pavilion” w Red Bluff, Kalifornia, USA
- 2 maja 1992 – koncert w „J.T. Grace Pavilion”, Sonoma County Fair Grandstand w Santa Rosa, Kalifornia, USA
- 4 maja 1992 – koncert w „The Warfield Theater” w San Francisco w stanie Kalifornia
- 5 maja 1992 – koncert w „The Warfield Theater” w San Francisco w stanie Kalifornia
- 7 maja 1992 – koncert w „Berkeley Community Theatre” w Berkeley, Kalifornia, USA
- 8 maja 1992 – koncert w „Berkeley Community Theatre” w Berkeley, Kalifornia, USA
- 9 maja 1992 – koncert w „San Jose Event State Center” w San Jose, Kalifornia, USA
- 11 maja 1992 – koncert w „The Arlington Theater” w Santa Barbara w stanie Kalifornia
- 13 maja 1992 – koncert w „Pantages Theatre” w Hollywood, Los Angeles, Kalifornia, USA
- 14 maja 1992 – koncert w „Pantages Theatre” w Hollywood, Los Angeles, Kalifornia, USA
- 16 maja 1992 – koncert w „Pantages Theatre” w Hollywood, Los Angeles, Kalifornia, USA
- 17 maja 1992 – koncert w „Pantages Theatre” w Hollywood w Los Angeles w Kalifornii
- 23 maja 1992 – koncert w „Bally’s Goldwin Events Center” w Las Vegas, Nevada, USA
- Część 20: Tournée Europejski letni festiwal (pocz. 26 czerwca 1992)
- 26 czerwca 1992 – koncert w „Sjoslaget”, Stora Scenen, Vattenfalls parkeringsplats, Nora Hamnen w Lulei, Szwecja
- 28 czerwca 1992 – koncert w „Tradgardsforeningen” w Göteborgu, Szwecja
- 1 lipca 1992 – koncert w „Parc des Expositions” w Reims we Francji
- 4 lipca 1992 – koncert w „Porta Siberia” w Genui, Włochy
- 7 lipca 1992 – koncert w „Hippodromo di Maia” w Merano, Włochy
- 8 lipca 1992 – koncert w „Arena Croix Noir” w Aoście we Włoszech
- 10 lipca 1992 – koncert w „Centre des Sports Leysin” w Leysin, Szwajcaria; na „Leysin Rock Festival”,
- 12 lipca 1992 – koncert w „Pinede de Juan-les-Pins” w Pinede-les-Pins we Francji

Część 21: Późnoletnie tournée po Ameryce Północnej (pocz. 17 sierpnia 1992)
- 21 sierpnia 1992 – koncert w „Hamilton Place” w Hamilton, Ontario, Kanada
- 22 sierpnia 1992 – koncert na „Landsdowne Stadium” w Ottawie, Ontario, Kanada
- 23 sierpnia 1992 – koncert w „Sudbury Arena” w Sudbury, Ontario, Kanada
- 25 sierpnia 1992 – koncert w „Memorial Gardens” w Sault Ste Marie, Ontario, Kanada
- 27 sierpnia 1992 – koncert w „Fort Williams Garden” w Thunder Bay, Ontario, Kanada
- 29 sierpnia 1992 – koncert w „Orpheum Theater” w Minneapolis, Minnesota, USA
- 30 sierpnia 1992 – koncert w „Orpheum Theater” w Minneapolis, Minnesota, USA
- 31 sierpnia 1992 – Koncert w „Orpheum Theater” w Minneapolis, Minnesota, USA
- 3 września 1992 – kncert w „Orpheum Theater” w Minneapolis, Minnesota, USA
- 5 września 1992 – koncert w „Orpheum Theater” w Omaha, Nebraska, USA
- 8 września 1992 – koncert w „Joseph Taylor Robinson Memorial Auditorium” w Little Rock, Arkansas, USA
- 11 września 1992 – koncert w „Oak Mountaing Amphitheater” w Pelham, Alabama, USA

Część 22: Jesienne tournée po USA (pocz. 9 października 1992)
- 9 października 1992 – koncert w „A.J. Palumbo Theatre” w Pittsburgu, Pensylwania, USA
- 10 października 1992 – koncert w „Thomas Fieldhouse”, Lock Haven University w Lock Haven, Pensylwania, USA
- 11 października 1992 – koncert w „Eastman Theatre” w Rochester, Nowy Jork, USA
- 23 października 1992 – koncert w „Bob Carpenter Center”, University of Delaware w Newark, Delaware, USA
- 24 października 1992 – koncert w „Gampel Pavilion” na University of Connecticut w Storrs w stanie Connecticut
- 25 października 1992 – koncert w „Performing Arts Center” w Providence, Rhode Island, USA
- 27 października 1992 – koncert w „Burlington Memorial Auditorium” w Burlington, Vermont, USA
- 28 października 1992 – koncert w „Paramount Performing Arts Center” w Springfield, Massachusetts, USA
- 30 października 1992 – koncert w „An Open Tent”, Endicott College w Beverly, Massachusetts, USA
- 1 listopada 1992 – koncert w „F.M. Kirby Center” w Wilkes*Barre, Pennsylvania, USA
- 2 listopada 1992 – koncert w „Stanbaugh Auditorium” w Youngstown, Ohio, USA
- 3 listopada 1992 – koncert w „Cincinnati Music Hall” w Cincinnati w stanie Ohio
- 6 listopada 1992 – koncert w „Stephen O’Connell Center”, University of Florida w Gainesville, Floryda, USA
- 8 listopada 1992 – koncert w „University Center”, University of Miami w Coral Gables, Floryda, USA
- 9 listopada 1992 – koncert w „Van Wezel Performing Arts Center” w Sasasocie, Floryda, USA
- 12 listopada 1992 – koncert w „UCF Arena w Orlando”, Floryda, USA
- 15 listopada 1992 – koncert w „South Florida Fairgrounds” w West Palm Beach, Floryda, USA; na „Heritage Music Festival”,

### 1993
Część 23: Zimowe tournée po Europie (pocz. 5 lutego 1993)
- 5 lutego 1993 – koncert w „The Point Depot” w Dublinie, Irlandia
- 7 lutego 1993 – koncert w „Hammersmith Apollo” w Londynie, Anglia, Wielka Brytania
- 9 lutego 1993 – koncert w „Hammersmith Apollo” w Londynie w Anglii
- 15 lutego 1993 – koncert we „Vredenurg” w Utrechcie, Holandia
- 20 lutego 1993 – koncert w „Rhein-Main-Halle” w Wiesbaden, Niemcy

Część 25: Europejskie letnie tournée (pocz. 12 kwietnia 1993)
- 23 czerwca 1993 – koncert w „Theatron Lykavitou”, Ateny, Grecja

### 1994
Część 28: Dalekowschodnie tournée (pocz. 5 lutego 1994)
- 18 lutego 1994 – koncert w „Urawa-shi Bunka Center”, Urawa, Japonia

Część 29: Wiosenne tournée po USA (pocz. 5 kwietnia 1994)
- 22 kwietnia 1994 – koncert w „Memorial Coliseum”, Fort Wayne, Indiana, USA

Część 30: Letnie europejskie tournée (pocz. 3 lipca 1994)
- 17 lipca 1994 – koncert na „Stadionie Piłkarskim Cracovii”, Kraków, Polska

Część 32: Jesienne tournée po USA (pocz. 1 października 1994)
- 15 października 1994 – koncert w „Eisenhower Hall Theatre”, Military Academy, West Point, New Jork, USA
- 23 października 1994 – koncert w „Landmark Theater”, Syracuse, Nowy Jork, USA
- 25 października 1994 – koncert w „Kirby Center”, Wilkes-Barre, Pensylwania, USA
- 4 listopada 1994 – koncert w „Georgia Mountain Center”, Gainesville, Georgia, USA

MTV Unplugged
- 15 i 16 listopada próby do programu
- 17 i 18 listopada 1994 – akustyczny koncert w „Sony Music Studios” w Nowym Jorku; ukazał się dopiero na DVD z zestawem utworów nagranych 17 i 18 listopada.

### 1995
Część 33: Europejskie wiosenne tournée (pocz. 11 marca 1995)
- 13 marca 1995 – koncert w „Kongresovy Sal”, Palac Kultury w Pradze w Czechach
- 30 marca 1995 – koncert w „Brixton Academy”, Londyn, Anglia, Wielka Brytania
- 4 kwietnia 1995 – Koncert w „Labatts Apollo”, Manchester, Anglia, Wielka Brytania
- 7 kwietnia 1995 – koncert w „Edinburgh Playhouse”, Edynburg, Szkocja, Wielka Brytania
- 10 kwietnia 1995 – koncert w „King’s Hall”, Belfast, Północna Irlandia, Wielka Brytania
- 11 kwietnia 1995 – koncert w „The Point Depot”, Dublin, Irlandia

Część 34: Wiosenne tournée po USA (pocz. 10 maja 1995)
- 15 maja 1995 – koncert w „McCallum Theatre”, Palm Desert, Kalifornia, USA
- 18 maja 1995 – koncert w „Hollywood Palladium Theater”, Los Angeles, Kalifornia, USA
- 23 maja 1995 – koncert w „The Warfield Theater” w San Francisco w stanie Kalifornia
- 30 maja 1995 – koncert w „Hult Center”, Eugene, Oregon, USA
- 3 czerwca 1995 – koncert w „Paramount Theater”, Seattle, Washington, USA
- 7 czerwca 1995 – koncert w „Riverfront Park”, Spokane, Washington, USA

Część 35: Letnie europejskie tournée (pocz. 29 czerwca 1995)
- 1 lipca 1995 – Koncert w „Dyrskuepladsen” w ramach Roskilde Festival, Roskilde, Dania
- 4 lipca 1995 – Koncert w „Tempodrom”, Berlin, Niemcy
- 10 lipca 1995 – Koncert w „Beethovensaal”, Liederhalle, Kultur und Congresszentrum, Stuttgart, Niemcy
- 20 lipca 1995 – Koncert w „Puerto Deportivo da Cartagena”, Cartagena, Hiszpania
- 24 lipca 1995 – Koncert w „El Pueblo Espanol”, Barcelona, Hiszpania
- 28 lipca 1995 – Koncert w „Theatre Romain Antique”, Vienne, Francja

Część 36: Klasyczne jesienne tournée (pocz. 23 września 1995)
- 2 października 1995 – „koncert w St. Lucie County Civic Center”, Fort Pierce, Floryda, USA
- 6 października 1995 – koncert w „Riverview Music Arena”, Jacksonville, Floryda, USA
- 14 października 1995 – koncert w „Mississippi Coast” Coliseum, Biloxi, Missisipi, USA
- 15 października 1995 – koncert w „Thibodaux Civic Center” w Thibodaux w stanie Luizjana
- 16 października 1995 – koncert w „McAlister Auditorium”, Tulane University, Nowy Orlean, Luizjana, USA
- 24 października 1995 – koncert w „Target Center”, Minneapolis, Minnesota, USA
- 25 października 1995 – koncert w „Coronado Theater”, Rockford, Illinois, USA
- 26 października 1995 – koncert w „Auditorium”, University of Indiana, Bloomington, Indiana, USA
- 27 października 1995 – koncert w „American Theater”, St. Louis, Missouri, USA
- 1 listopada 1995 – koncert w „Music Hall”, Houston, Teksas, USA

Część 37: Tournée Raj utracony (pocz. 7 grudnia 1995)
- 13 grudnia 1995 – koncert w „Stabler Arena” na Leigh University w Bethlehem w Pensylwanii, USA

### 1996
Część 38: Wiosenne tournée po USA i Kanadzie; (pocz. 13 kwietnia 1996)
- 20 kwietnia 1996 – koncert w „State Theater” w Portland w stanie Maine, USA
- 30 kwietnia 1996 – koncert w „Landmark Theater”, Syracuze, Nowy Jork, Nowy Jork, USA
- 4 maja 1996 – koncert w „Classic Amphitheater”, Fairground at Strawberry Hill, Richmond, Virginia, USA
- 11 maja 1996 – koncert w „Houston Gym”, Sports Arena, Buffalo State College, Buffalo, Nowy Jork, USA

Część 39: Letnie europejskie tournée (pocz. 15 czerwca 1996)
- 19 czerwca 1996 – koncert w „Alte Oper”, Frankfurt, Niemcy
- 22 czerwca 1996 – koncert w „Vorst Nationaal”, Bruksela, Belgia
- 3 lipca 1996 – koncert w nieznanym miejscu, Konstancja, Niemcy. W ramach Zeltfestival
- 12 lipca 1996 – koncert w „Stadthalle”, Magdeburg, Niemcy
- 25 lipca 1996 – koncert w „Slottsmollan”, Malmö, Szwecja

Część 40: Amerykańskie jesienne tournée (pocz. 17 października 1996)
- 23 października 1996 – koncert w „Kiva Auditorium”, Convcention Center. Albuquerque, Nowy Meksyk, USA
- 20 listopada 1996 – koncert w „MSU Auditorium”, Michigan State University. East Lansing, Michigan, USA

### 1997
Część 41: Japońskie tournée (pocz. 9 lutego 1997)
- 16 lutego 1997 – koncert w „Century Hall”, Nagoya Congress Center. Nagoya, Japonia

Część 42: Wiosenne tournée po USA i Kanadzie (pocz. 31 marca 1997)
- 7 kwietnia 1997 – koncert w „Aitken Center”, University of New Brunswick. Fredericton, Nowy Brunszwik, Kanada
- 22 kwietnia 1997 – koncert w „Fisher Auditorium”, Indiana University of Pennsylvania. Indiana, Pensylwania, USA
- 1 maja 1997 – koncert w „Vanderburgh Auditorium. Evansville, Indiana, USA

Część 43: Letnie tournée po USA i Kanadzie (pocz. 3 sierpnia 1997)
- 9 sierpnia 1997 – koncert w „Coca Cola Star Lake Amphitheater”, Burgettstown, Pensylwania, USA

### 1998
Część 47: Zimowe tournée po USA (pocz. 13 stycznia 1998)
- 14 stycznia 1998 – koncert w „Garde Arts Center” w New London w stanie Connecticut, USA
- 21 stycznia 1998 – koncert w „The Theater”, Madison Square Garden. Nowy Jork, Nowy Jork, USA

Część 49: Tournée po Zachodnim Wybrzeżu USA i Kanady z Joni Mitchell i Vanem Morrisonem (pocz. 13 maja 1998)
- 16 maja 1998 – koncert w „The Gorge Amphitheatre”. Gorge, Washington, USA
- 23 maja 1998 – koncert w „Pond of Anaheim”. Anaheim, Kalifornia, USA

Część 50: Letnie europejskie tournée (pocz. 30 maja 1998)
- 3 czerwca 1998 – koncert w „Waldbühne”. Berlin, Niemcy
- 10 czerwca 1998 – koncert w „Scandinavium”. Göteborg, Szwecja
- 15 czerwca 1998 – koncert w „Sportpaleis Ahoy” w Rotterdammie w Holandii
- 23 czerwca 1998 – koncert w „The Arena”. Sheffield, Anglia, Wielka Brytania
- 27 czerwca 1998 – koncert na „Wembley Arena”. Londyn, Anglia, Wielka Brytania
- 30 czerwca 1998 – koncert w „Le Zenith” w Paryżu we Francji
- 3 lipca 1998 – koncert w „Stravinsky Hall” w Montreux w Szwajcarii

Część 51: Tournée po Australii i Nowej Zelandii (pocz. 19 sierpnia 1998)
- 24 sierpnia 1998 – koncert w „Adelaide Entertainment Center” w Adelajdzie w Południowej Australii, Australia
- 26 sierpnia 1998 – koncert w „Burswood Dome”, Burswood Resort Casino. Perth, Australia Zachodnia, Australia
- 7 września 1998 – koncert w „North Shore Event Centre”, Glenfield. Auckland, Nowa Zelandia
- 10 września 1998 – koncert w „Queens Wharf Event Centre”. Wellington, Nowa Zelandia

Część 52: Tournée po Zachodnim Wybrzeżu USA w Vanem Morrisonem (pocz. 17 września 1998)
- 17 września 1998 – koncert w „Alexander and Baldwin Amphitheatre”, Maui Arts and Cultural Center. Kahului, Maui, Hawaje

Część 53: Jesienne tournée po USA i Kanadzie (pocz. 15 października 1998)
- 18 października 1998 – koncert w „Saskatchewan Place”. Saskatoon, Saskatchewan, Kanada

### 1999
Część 54: Zimowe tournée po USA (pocz. 26 stycznia 1999)
- 28 stycznia 1999 – koncert w „National Car Rental Center”, Sunrise. Fort Lauderdale, Floryda, USA
- 1 lutego 1999 – koncert w „Tallahassee-Leon County Civic Center” w Tallahassee na Florydzie, USA
- 7 lutego 1999 – koncert w „Boutwell Auditorium”. Birmingham, Alabama, USA
- 14 lutego 1999 – koncert w „Joyce Center” na Notre Dame University w South Bend w stanie Indiana, USA
- 22 lutego 1999 – koncert w „RPI Fieldhouse”, Rensselaer Polytechnic Institute. Troy, Nowy Jork, USA

Część 55: Wiosenne tournée po Europie (pocz. 7 kwietnia 1999)
- 9 kwietnia 1999 – koncert w „Pavillon Multiusos do Sar”. Santiago de Compostela, Hiszpania
- 10 kwietnia 1999 – koncert w „Teatro Jovellanos” w Gijon w Hiszpanii
- 13 kwietnia 1999 – koncert w „Sala Ataulfo Argenta”, Palacio de Festivales. Santander, Hiszpania
- 17 kwietnia 1999 – koncert w „La Malagueta” w Maladze w Hiszpanii
- 19 kwietnia 1999 – koncert w „Narciso Yepes Hall”, Auditorio y Centro de Congresos de Murcia. Murcia, Hiszpania
- 23 kwietnia 1999 – koncert w „Le Dome”. Marsylia, Francja

Część 56: Letnie tournée po USA z Paulem Simonem (pocz. 5 czerwca 1999)
- 18 czerwca 1999 – koncert w „Concord Pavilion”. Concord, Kalifornia, USA
- 7 lipca 1999 – koncert w „Pine Knob Music Theatre”. Clarkston, Michigan, USA
- 26 lipca 1999 – koncert w „Tramps”. Nowy Jork, Nowy Jork, USA

Część 58: Jesienne tournée z Philem Leshem i Przyjaciółmi po USA (pocz. 26 października 1999)
- 26 października 1999 – koncert w „Park West” w Chicago w stanie Illinois, USA; wcześniejszy koncert
- 27 października 1999 – koncert w „Assembly Hall”, University of Illinois. Champaigne, Illinois, USA
- 30 października 1999 – koncert w „Milwaukee Arena”. Milwaukee, Wisconsin, USA

## Dyskografia
Singiel
- „The Times They Are a-Changin’”/„Honey, Just Allow Me One More Chance” (03.1965)

Albumy
- Bob Dylan Greatest Hits (1967)
- Bob Dylan at Budokan (1979)
- Biograph (1985)
- 1991 The Bootleg Series Volumes 1–3 (Rare & Unreleased) 1961–1991 (1991)
- MTV Unplugged (1995)
- The Essential Bob Dylan (2000)
- Love and Theft (wydanie luksusowe) (2001)
- The Bootleg Series Vol. 6: Bob Dylan Live 1964, Concert at Philharmonic Hall (2004)
- Dylan (2007)

## Wersje innych artystów
- Maryla Rodowicz – „Czas wszystko zmienia”, nagranie radiowe z roku (1968)
- Peter, Paul & Mary – In Concert (1964)
- Linda Mason – How Many Seas Must a White Dove Sail? (1964)
- Odetta – Odetta Sings Dylan (1965)
- The Seekers – A World of Our Own (1965)
- The Silkie – You’ve Got to Hide Your Love Away (1965)
- Hugues Aufray – Chante Dylan (1965); Au Casino de Paris (1996)
- The Byrds – Turn! Turn! Turn! (1966); The Preflyte Sessions (2002)
- Simon & Garfunkel – Wednesday Morning 3 A.M. (1966)
- Beach Boys – Beach Boys’ Party! (1966)
- Sebastian Cabot – Sebastian Cabot, Actor – Bob Dylan, Poet (1967)
- Hounds – The Lions Sleeps Tonight (1967)
- Cher – With Love (1968)
- Burl Ives – Times They Are a-Changin’ (1968)
- Human Beings – Nobody but Me (1968)
- Bob Lind – The Elusive Bob Lind (1968)
- Yankee Dollar – Yankee Dollar (1968)
- Nina Simone – To Love Somebody (1969)
- The Hollies – Hollies Sing Dylan (1969)
- Lester Flatt and Earl Scruggs – Nashville Airplane (1969); 1964-1069, Plus (1996)
- The Brothers and Sister of Los Angeles – Dylan’s Gospel (1969)
- Mike Batt Orchestra – Portrait of Bob Dylan (1972)
- Spirit – Spirit of '76 (1975)
- James Taylor na albumie różnych wykonawców No Nukes (1980)
- The Wanderers – The Only Lovers Left Alive (1981)
- Pete Kennedy – Bound for Glory (1986)
- Nervous Eaters – Hot Steel and Acid (1986)
- Richie Havens – Sings Beatles & Dylan (1987); Cuts to the Chase (1994)
- Billy Joel – In Concert – „Kohept” (1987)
- Veil of Ashes – Pain (1989)
- Billy Bragg – Goes to Moscow & Northern Virginia (1991)
- Eddie Owen – The Times They Are a-Changin’  (1992)
- Youth Gone Mad – West/East (1991)
- Dead Moon – Crack in the System (1994)
- Phil Collins – Dance into the Light (1996)
- Manfred Mann – Mann Alive (1997)
- Judy Collins – Both Sides Now (1998)
- Joshua Redman – Timeless Tales (For Changing Times) (1998)
- David West na albumie różnych wykonawców Pickin’ ob Dylan (1999)
- Gerard Quintana and Jordi Batiste – Els Miralls de Dylan (1999)
- Billy Joel na albumie różnych wykonawców Doin’ Dylan 2 (2002)
- Mankind na albumie różnych wykonawców Blowin’ in the Wind: A Reggae Tribute to Bob Dylan (2003)
- dylan.pl i Muniek Staszczyk – Niepotrzebna pogodynka, żeby znać kierunek wiatru (2017) (jako Czasy nadchodzą nowe)

### Cover Netty
4 grudnia 2020 roku izraelska piosenkarka Netta wydała jako singel cover utworu „The Times They Are a-Changin’”. Singel promuje jej 2. minialbum The Best of NETTA’s Office Vol. 1.

#### Listy utworów
| Digital download / media strumieniowe | Digital download / media strumieniowe        | Digital download / media strumieniowe |
| Nr                                    | Tytuł utworu                                 | Długość                               |
| ------------------------------------- | -------------------------------------------- | ------------------------------------- |
| 1.                                    | „The Times They Are a-Changin” (Netta Cover) | 3:50                                  |

#### Historia wydania
| Obszar     | Data           | Format                      | Wersja      | Wytwórnia                               | Przypis |
| ---------- | -------------- | --------------------------- | ----------- | --------------------------------------- | ------- |
| Cały świat | 4 grudnia 2020 | digital download, streaming | Cover Netty | Tedy Productions, BMG Rights Management | [ 4 ]   |